# El informante (serie de televisión)
A besúgó (El Informante en español) una serie de televisión web húngara de drama estrenada el 1 de abril de 2022 en HBO Max. Dirigida por Bálint Szentgyörgyi, Áron Mátyássy y Bence Miklauzic, es protagonizada por Gergely Váradi, Márton Patkós, Júlia Szász, Benjámin Lengyel y Ádám Varga.
Creada por Bálint Szentgyörgyi, fue estrenada inicialmente en el Festival Internacional de Cine de Ginebra y luego adquirida por HBO Max, convirtiéndose en la primera serie húngara de la plataforma.

## Sinopsis
La trama sigue a Geri Demeter (Gergely Váradi), un joven de la República Popular de Hungría de 1985 que se traslada a Budapest para iniciar la universidad. Una vez allí, sus planes de divertirse se ven arruinados, cuando es chantajeado por la Seguridad del Estado para espiar a Zsolt Száva (Márton Patkós) el líder de un grupo de radicales prodemocráticos.

## Elenco

### Principal
- Gergely Váradi como Gergő "Geri" Demeter, un estudiante universitario de economía que se convierte en informante de la Seguridad del Estado.
- Márton Patkos como Zsolt Száva, un estudiante universitario y líder de la oposición democrática.
- Szabolcs Thuróczy como Imre Kiss, un oficial de la Seguridad del Estado, que se encarga de controlar a Geri.
- Júlia Szász como Kata Szabó, la novia de Zsolt Száva.
  - Tímea Oláh como Kata Szabó (niña)
- Benjámin Lengyel como Barnabás "Barna" Halász, el compañero y mano derecha de Zsolt Száva.
- Ádám Varga como Máté Dugovics, el compañero de cuarto de Geri, y contrabandista de productos de Occidente.
- Richárd Borbély como Károly "Karcsi" Kovács, un estudiante de matemáticas.

- Abigél Szőke como Judit Kiss, la hija adolescente de Imre.
  - Flóra Papp como Judit Kiss (niña)

### Secundario
- Luca Márkus como Panka.
- Mariann Hermányi como Adél, una bella estudiante de la universidad.
- Pál Mácsai como József, padre de Kata.
- Frigyes Funtek como el Camarada Csaplár, jefe de Seguridad Nacional.
- Tamás Ördög como el Camarada Bognár, funcionario de la Seguridad del Estado.
- Csilla Radnay como Marika, la esposa de Imre y madre de Judit.
- Simon Szabó como Dugovics, el padre de Máté.
- József Gyabronka como el Señor Demeter, padre de Geri.
- Andrea Moldvai Kiss como la Señora Demeter, madre de Geri.
- István Znamenák como Béla.
- Szabolcs Hajdu como Lukács.
- Judit Gigi Vas como Enikő.
- Zsombor Jéger como Gábor Antal, secretario de la Liga de la Juventud Comunista de Hungría.
- Barnabás Kárpáti como Béci.
- András Szentgyörgyi como Áron.

Fuenteː 